# Wojna chińsko-japońska (1937–1945)

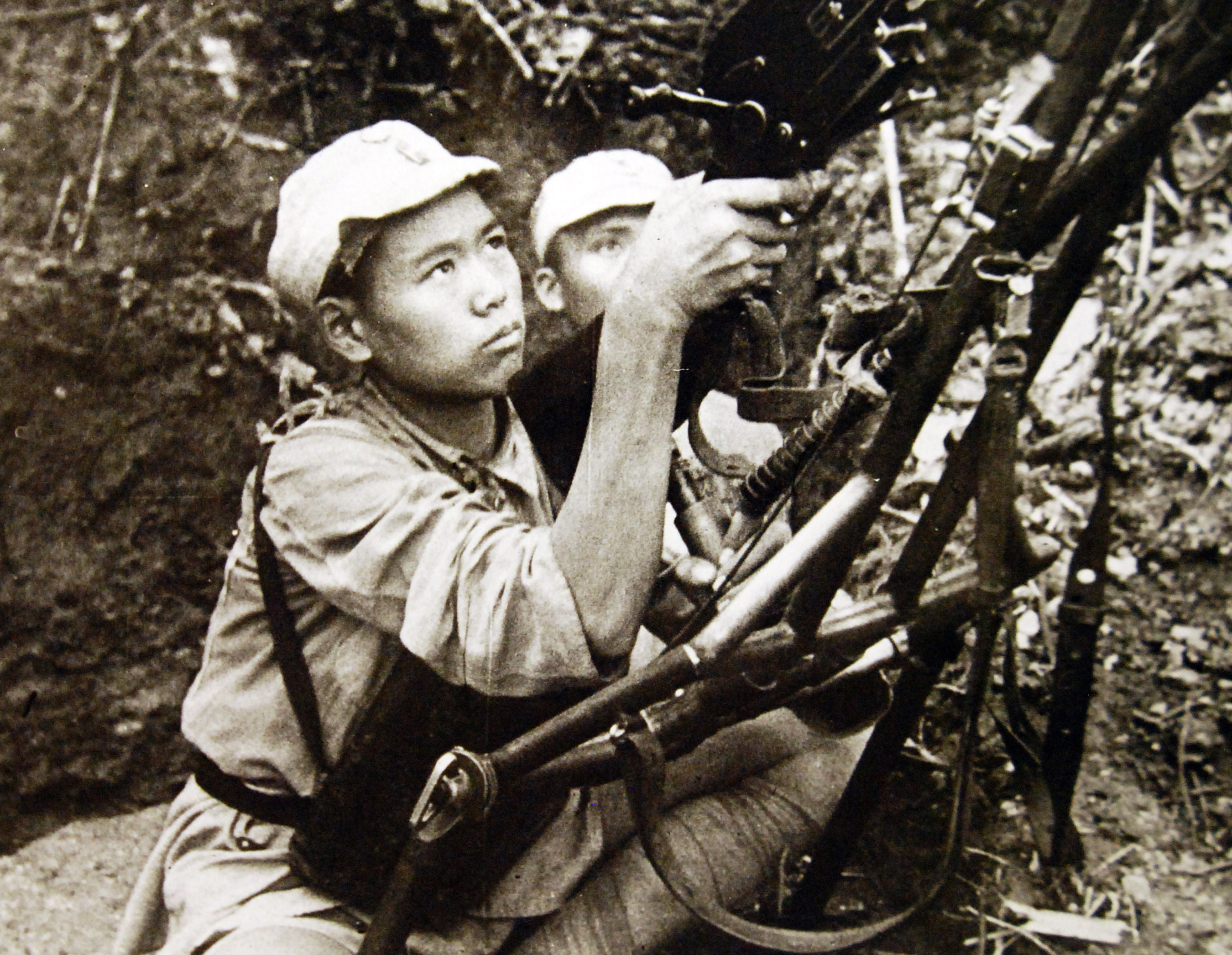
Załoga chińskiego karabinu maszynowego w stanowisku strzelniczym w birmańskiej dżungli, marzec 1942 roku

Wojna chińsko-japońska (1937–1945), zwana również drugą wojną chińsko-japońską – wojna toczona od 7 lipca 1937 do 2 września 1945 roku, będąca ośmioletnim zmaganiem między Republiką Chińską i Cesarstwem Wielkiej Japonii. Rozpoczęła się przed wybuchem II wojny światowej w Europie i zakończyła się wraz z kapitulacją Japonii w wojnie na Pacyfiku. Charakteryzowała się największą liczbą ofiar z wszystkich frontów II wojny światowej, szacowaną nawet na 30 mln ludzi.

## Nazwa
W ChRL oraz w Republice Chińskiej wojnę nazywa się wojną przeciw Japonii (chiń. 抗日戰爭; pinyin Kàng Rì Zhànzhēng) lub ośmioletnim oporem przeciw Japonii (chiń. 八年抗戰; pinyin Bā nián kàngzhàn).
W Japonii wojna znana jest pod nazwą: wojna japońsko-chińska (jap. 日中戦争,  Nitchū-sensō). Po wybuchu wojny na Pacyfiku w grudniu 1941 przerodziła się w wojnę w Wielkiej Azji Wschodniej (jap. 大東亜戦争, Daitōa-sensō).

## Preludium
Pierwszy raz Japonia starła się z Chinami w wielkim konflikcie zbrojnym w latach 1894–1895, podczas pierwszej wojny chińsko-japońskiej. Chiny poniosły klęskę, a skutkiem tego było m.in. przejęcie przez Japonię pełnej kontroli nad Koreą, otwarcie chińskich portów dla Japonii, zagarnięcie przez Japonię Tajwanu z archipelagiem Peskadorów oraz półwyspu Liaotung.
Wskutek dążeń Imperium Rosyjskiego do przejęcia kontroli nad Koreą i Mandżurią, w 1904 roku wybuchła kolejna wojna w regionie, tym razem japońsko-rosyjska. Po japońskim ataku na Port Artur w nocy z 8 na 9 lutego 1904 roku, Rosja wypowiedziała 10 lutego wojnę Japonii. Wojna zakończyła się klęską Rosji w 1905 roku. Japonia otrzymała półwysep Liaotung wraz z Port Artur, południową część Sachalinu oraz fragment linii kolejowej w Mandżurii. Japonia zaczęła coraz bardziej dominować w Mandżurii i Korei. W 1910 roku Japończycy zaanektowali Koreę (Generalne Gubernatorstwo Korei) i obalili tamtejszą dynastię – Joseon. 
Po upadku Cesarstwa Chińskiego, rządzonego przez mandżurską dynastię Qing i proklamowaniu 1 stycznia 1912 roku w Nankinie Republiki Chińskiej (skutki rewolucji Xinhai), Chiny znalazły się w stanie nieustannej wojny domowej pomiędzy zwalczającymi się stronnictwami. Partia rządząca Kuomintang, po początkowej współpracy z KPCh,  od 1927 roku toczyła z nimi ciągłą walkę. Początkowo rządowa Armia Narodowo-Rewolucyjna odnosiła pewne sukcesy w walce z KPCh.
Po utracie swoich głównych sił, komuniści przegrupowali się i wycofali do północno-zachodniej części kraju. Pokonano 12 tys. km, a wydarzenie to znane jest w historii jako Długi Marsz (1934-1935). Na przywódcę Długiego Marszu został wypromowany Mao Zedong.
Wielki Marsz posłużył siłom Czang Kaj-szeka do przywrócenia jedności kraju, gdyż militaryści, przestraszeni perspektywą ustanowienia władzy komunistycznej, przechodzili na jego stronę. Mimo to siły komunistów zostały jednak zachowane, a do ich zniszczenia zabrakło jak to określał Czang Kaj-szek: „Historycznych 5 minut”. Powodem zaprzestania walki z komunistami było wkroczenie Japończyków do Chin. Wobec zewnętrznego zagrożenia, KPCh stała się łącznikiem pomiędzy siłami nacjonalistów a ZSRR, obiecującym dostawy broni i zaopatrzenia. Zniszczenie sił Mao nie wchodziło więc w grę. Pozwoliło to odbudować im nadwątlone siły, a nawet ponownie zaatakować domniemanego sojusznika w czasie wspólnej wojny z Japonią.
Od lat 30. w Japonii narastały nastroje skrajnie faszystowskie i szowinistyczne. Słabe rządy cywilne, w tym sam cesarz Hirohito (Shōwa), były bezsilne wobec nacjonalistycznych militarystów. Pod pretekstem wyzwolenia Azjatów spod panowania Europejczyków (głosili oni hasło: „Azja dla Azjatów”) dążyli oni do zdobycia nowych terytoriów bogatych w surowce strategiczne, niezbędne dla funkcjonowania nowoczesnego państwa.
18 września 1931 roku doszło do tzw. „incydentu mukdeńskiego”, po którym Armia Kwantuńska zajęła Mandżurię. Utworzono w niej marionetkowe państwo zwane Mandżukuo. Państwem tym rządził od 1934 roku, osadzony na tronie przez Japończyków, cesarz Puyi z mandżurskiej dynastii Qing (wcześniej ostatni cesarz chiński, obalony w 1912 roku przez Yuan Shikaia).

## Przebieg wojny
7 lipca 1937 roku japońskie oddziały sprowokowały tzw. „incydent na moście Marco Polo” (albo inaczej „bitwę o most Lugou”), który miał być pretekstem do rozpoczęcia kolejnego etapu wojny. Po bitwie Japończycy zajęli Szanghaj, Nankin (stolicę republiki – według źródeł chińskich wymordowali tam około 300 tysięcy cywilów) i południowe Shanxi.

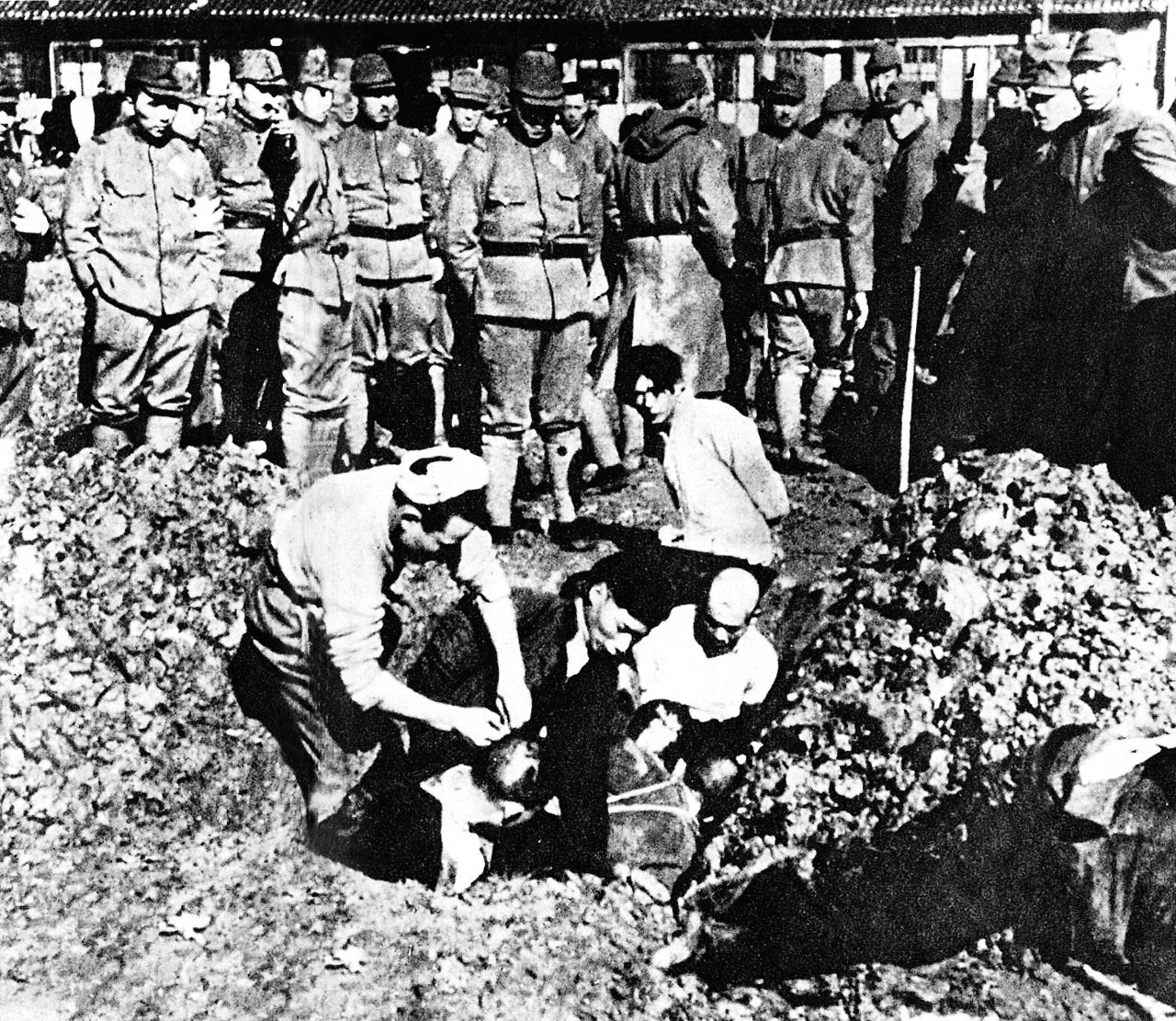
Japońscy żołnierze zakopujący żywcem chińskich cywilów

Jednak w połowie 1938 roku japońskie postępy osłabły, a Chiny przeszły do taktyki walk partyzanckich. Sytuacja taka trwała praktycznie do końca wojny i mimo że armia Kuomintangu (mająca przeciw sobie Japończyków i lokalnych watażków) poniosła wiele porażek, to nie została nigdy pokonana ze względu na duże rezerwy oraz na nieprzerwaną pomoc amerykańską (od 1940 roku).
Walki z armią japońską były prowadzone głównie przez wojska nacjonalistyczne. Komuniści unikali toczenia walk z agresorem ani też nie stanowili dla nich jakiegokolwiek zagadnienia operacyjnego.
Wojna szybko przeniosła się do doliny Jangcy. Wojska Czang Kaj-szeka w tym elitarne oddziały szkolone przez Niemców stoczyły bitwę w Szanghaju. Siły chińskie dowodzone między innymi przez Xue Yue i Chen Chenga walczyły przez prawie trzy miesiące, jednak finalnie musiały opuścić miasto. Bitwa zyskała miano Stalingradu nad Jangcy.
Pierwszym większym sukcesem w wojnie po stronie chińskiej było zwycięstwo sił dowodzonych przez Li Zongrena i Tanga Ebo pod Tai’erzhuangiem stoczona między 23 marca a 7 kwietnia 1938. Bitwa miała znaczenie głównie symboliczne, bowiem Japończycy i tak zdobyli miasto Xuzhou.
Wprawdzie Rząd Narodowy ewakuował się do Chongqingu, jednak na początku wojny centrum Chin stało się trójmiasto Wuhańskie. Wojska Japońskie podjęły więc w 1938 r. dużą ofensywę przeciwko owemu miastu. Finalnie po długiej kampanii Wuhan upadł. Wojska ANR podjęły silną ofensywę na pozycję japońskie w następnym roku. Rozpoczęła się ona 1 września 1939 r. i jest znana jako ofensywa zimowa. Zakończyła się ona klęską ANR i niezdolnością jej do kolejnych ofensyw strategicznych.
W latach 1939–1942 celem japońskich ofensyw stało się miasto Changsha w Hunanie. Atakowała je japońska XI Armia. Stoczono trzy bitwy o miasto, jednak wszystkie zostały wygrane przez Chińczyków dowodzonych przez Xue Yue, zwanego od tamtej pory Tygrysem Hunanu. Z kolei w 1943 r. stoczono krwawą bitwę o miasto Changde zakończoną zwycięstwem rządu narodowego.
W 1944 Japończycy podjęli wielką ofensywę nr 1. Zakończyła się ona ich druzgocącym sukcesem i otworzeniem korytarza do Indochin wraz ze zdobyciem miast Guilin i Liuzhou. Siły chińskie podjęły kontruderzenie w roku następnym. Wojska chińskie wyzwoliły oba miasta i przemieszczały się w stronę Kantonu.
Na przełom roku 1945 i 1946 planowano wielką operację o kryptonimie Biała Pagoda. Nie doszła ona do skutku ze względu na kapitulację Japonii. Dokument kapitulacji wojsk japońskich w Chinach podpisano w budynkach centralnej akademii wojskowej w Nankinie 9 września o godzinie 9:00. Jego tekst brzmiał: Wszystkie jednostki armii japońskiej, floty i sił powietrznych oraz ich jednostki pomocnicze na terenie Republiki Chińskiej [...] i na obszarze Indochin na północ od 16 równoleżnika skapitulują przed generalissimusem Czangiem.

### Kwestia zachodniej pomocy dla Chin
Procent pomocy która trafiała do Chin w ramach Lend-Lease Act. w ramach ogółu pomocy dla aliantów w wybranych latach:
| Rok  | %   |
| ---- | --- |
| 1941 | 1,7 |
| 1943 | 0,4 |
| 1944 | 0,4 |

Pomoc dla Chin była od początku zaangażowania USA bardzo nikła i stanowiła niewielki wycinek programu Lend-Lease, który z kolei stanowił niewielki ułamek wysiłku wojennego Stanów Zjednoczonych. W dodatku większość pomocy dla Chin miała do nich przybyć w ostatnich miesiącach wojny, toteż większość zasobów przekazanych Republice Chińskiej i tak nie pomogła. Pominąwszy stracony rok 1945 gdzie pomoc wyniosła 8% to największy współczynnik osiągnęła ona w 1941 r. W następnych latach systematycznie malała, minimalną wartość osiągając w tragicznym dla Chin roku 1944. W tym samym czasie w USA osiągnięto rekord produkcji zbrojeniowej. Innymi słowy pomoc do Chin spadała w miarę jak rosły możliwości jej udzielenia. Chiny otrzymały 7 razy mniej niż ZSRS a także 2 razy mniej niż Francja. Tymczasem przeciwko Chinom walczyło 53% żołnierzy cesarza Hirohito gdy przeciw Amerykanom 33% i 14% przeciwko Imperium Brytyjskiemu.
Według danych chińskiego ministerstwa wojny między majem 1942 a wrześniem 1944r. 98% pomocy amerykańskiej było przeznaczane na utrzymanie amerykańskiego personelu lotniczego w Chinach tj. 14 armie powietrzną. Inne pieniądze uzyskiwane przez rząd chiński również do niego nie trafiały. Przykładowo z pożyczki ze stycznia 1942 opiewającej na 500 milionów USD do końca wojny przekazano tylko połowę kwoty.

## Znaczenie
Dzięki oporowi chińskiemu alianci walczący na Pacyfiku mogli dużo szybciej uporać się z Japończykami, którzy zmuszeni byli utrzymywać duże kontyngenty wojsk lądowych na kontynencie. 35 z 51 japońskich dywizji było zaangażowanych w wojnę z Chinami. Na koniec wojny Chińczycy przyjęli kapitulację ponad miliona żołnierzy japońskich.
Według obserwatorów z krajów zachodnich szacuje się, że wojna ta pochłonęła ponad 20 mln ofiar (16,25 mln cywilów) po stronie chińskiej. ChRL utrzymuje, że podczas walk zginęło lub odniosło rany aż 35 milionów ludzi. Liczba zabitych po stronie japońskiej to 480 tys. wg Japońskiego Ministerstwa Obrony lub 700 tys. bazując na dochodzeniu „Yomiuri Shimbun” z roku 2017.